# Нечаев, Александр Петрович
Алекса́ндр Петро́вич Неча́ев (24 октября [5 ноября] 1870 или 5 ноября 1870, Санкт-Петербург — 6 сентября 1948, Семипалатинск) — российский и советский психолог, один из основоположников экспериментальной педагогики. Доктор педагогических наук (1944).

## Биография
Родился в Санкт-Петербурге 24 октября (5 ноября) 1870 года в семье инспектора Санкт-Петербургской духовной семинарии, где и получил среднее образование. С 1890 года учился на философском отделении историко-филологического факультета Санкт-Петербургского университета. По окончании университета в 1894 году был оставлен при университете для подготовки к профессорскому званию.
В 1897 году А. П. Нечаев получил степень магистра философии и был зачислен в состав приват-доцентов Петербургского университета. Свою педагогическую деятельность он начал чтением лекций по истории немецкой психологии первой половины XIX века. В этом же году он был избран секретарём философского общества при Петербургском университете. В 1898 году он был направлен на стажировку в Германию: работал в лаборатории В. Вундта в Лейпциге, в лаборатории Г. Э. Мюллера в Гёттингене, в лаборатории Э. Крепелина в Гейдельберге, знакомился с работой лаборатории Э. Меймана в Цюрихе, с лабораторией А. Бине в Париже. Эта командировка определила направление его исследовательской деятельности: экспериментальное изучение детского развития.
Покинув Петербургский университет, Нечаев развернул разнообразную научную деятельность в Педагогическом музее военно-учебных заведений в Соляном городке. Читал психологию на педагогических курсах военно-учебного ведомства. Осенью 1899 года в ряде петербургских учебных заведений он организовал изучение особенностей развития памяти в школьном возрасте. Результаты этого исследования были доложены им на IV международном психологическом конгрессе в Париже в августе 1900 года, а затем опубликованы в том же году в «Журнале психологии и физиологии органов чувств».
24 октября 1901 года была открыта созданная им лаборатория экспериментальной педагогической психологии при Педагогическом музее. При его участии в 1904 году при лаборатории были основаны педагогические курсы для изучения человека, как предмета воспитания. Заведовал курсами сам Нечаев, а руководителями практических занятий были А. Ф. Лазурский, И. Р. Тарханов, А. А. Крогиус, А. Л. Щеглов и другие видные учёные.
В 1910 году в Санкт-Петербурге по инициативе Нечаева было создано Общество экспериментальной педагогики.
Преподавал историю философии в Александровском лицее.
Нечаев был инициатором проведения Российских съездов по педагогической психологии (1906 и 1909) и экспериментальной педагогике (1910, 1919, 1916).
В 1917 году Нечаев стал директором Самарского педагогического института и, после преобразования его в 1918 году в университет, дважды избирался его ректором (1918 и 1921). В 1921 году он был избран профессором Московского государственного психоневрологического института, а в 1922 году — его директором (на этом посту он оставался до 1925 года). В 1922 году Нечаев был приглашён к больному В. И. Ленину для психологического обследования по собственным методикам.
В 1926 году А. П. Нечаеву была назначена персональная пенсия. Но он продолжал трудиться: преподавал психологию в медико-педагогическом институте и Институте дефективного ребенка.
2 апреля 1935 года постановлением особого совещания НКВД по статье 58(10) А. П. Нечаев был осуждён к ссылке в Казахстан за контрреволюционную агитацию. Отбывал ссылку в Семипалатинске. Здесь он занимался проблемами физиотерапии, невропатологии, психиатрии; в период 1935—1944 годы он был научным руководителем Института физических методов лечения, консультантом психиатрической больницы и детской амбулатории.
Скончался 6 сентября 1948 года в Семипалатинске. Местонахождение могилы неизвестно.

## Научные исследования
Исследования А. П. Нечаева были связаны с проблемой памяти и индивидуальных различий; он пытался построить педагогику на данных психологии, главным образом — на количественных результатах экспериментально-психологических лабораторных исследований. Большое внимание Hечаев уделял рассмотрению воздействия учителя на учащихся. Его исследования проблемы прямой и косвенной внушаемости показали наибольшую эффективность косвенного внушения в педагогическом процессе. При этом необходимым условием успешности обучения он считал активное внимание.
А. П. Нечаев изобрёл для целей экспериментирования приборы: механический хроноскоп и аппарат для изучения памяти, которые были удостоены многочисленных премий на психологических выставках как в России (1903, 1906, 1911), так и за рубежом (1908, 1909, 1912).
Исследовав мнемические процессы, экспериментально подтвердил наличие смешанных видов памяти. Утверждал, что прочное запоминание, свободное оперирование материалом, предполагает при восприятии включение в активную деятельность всех анализаторов. Рассмотрел некоторые мнемические приемы и способы: составление плана запоминаемого, повторение, усиление раздражителя. Одним из первых в отечественной психологии начал изучать условия рациональной организации труда школьников, правильного распределения труда и отдыха, психологически обосновал составление расписания школьных занятий.
После 1923 года он переключился на другие области исследования. Основное место в них стали занимать психофизиологические аспекты. Он участвует в наблюдениях за психологическими особенностями учащихся военных учебных заведений, умственным развитием красноармейцев и организацией библиотечного дела в армии, участвует в разработке психологической стороны спасательной службы в шахтах, ведет экспериментально-психологические исследования летчиков и т. п.
Отстаивая принципы эмпиризма, А. П. Нечаев отвергал философский подход к психологии, что было воспринято как противоречие задачам перестройки психологии на основе марксизма и подвергнуто критике.

## Семья
Был женат на Ольге Ивановне Эрихсен (1873—1939), дочери доктора медицины И. А. Эрихсен (1833—1880). Их дети:
- Модест (1902—1960)
- Тамара (1908—1977), в замужестве Акерман
- Игорь (1910—1985)
- Ирина (1911—1987)